# Ванкувер Канакс
«Ванку́вер Кана́кс» (укр. Ванкуверські канадці, англ. Vancouver Canucks) — професіональна хокейна команда міста Ванкувер (провінція Британська Колумбія, Канада).

## Історія
Команду під такою назвою у місті Ванкувер було засновано в 1945 році, хоча клуби з Ванкувера у Хокейній лізі тихоокеанського узбережжя (PCHL) існували і до цього. У 1952 команду прийняли до Західної хокейної ліги (WHL). З 1970 року команда — член Національної хокейної ліги.
Команда — член Тихоокеанського дивізіону Західної конференції Національної хокейної ліги.
Хокейний палац, в якому команда проводить домашні матчі, має назву «Дженерал-Моторс-плейс».

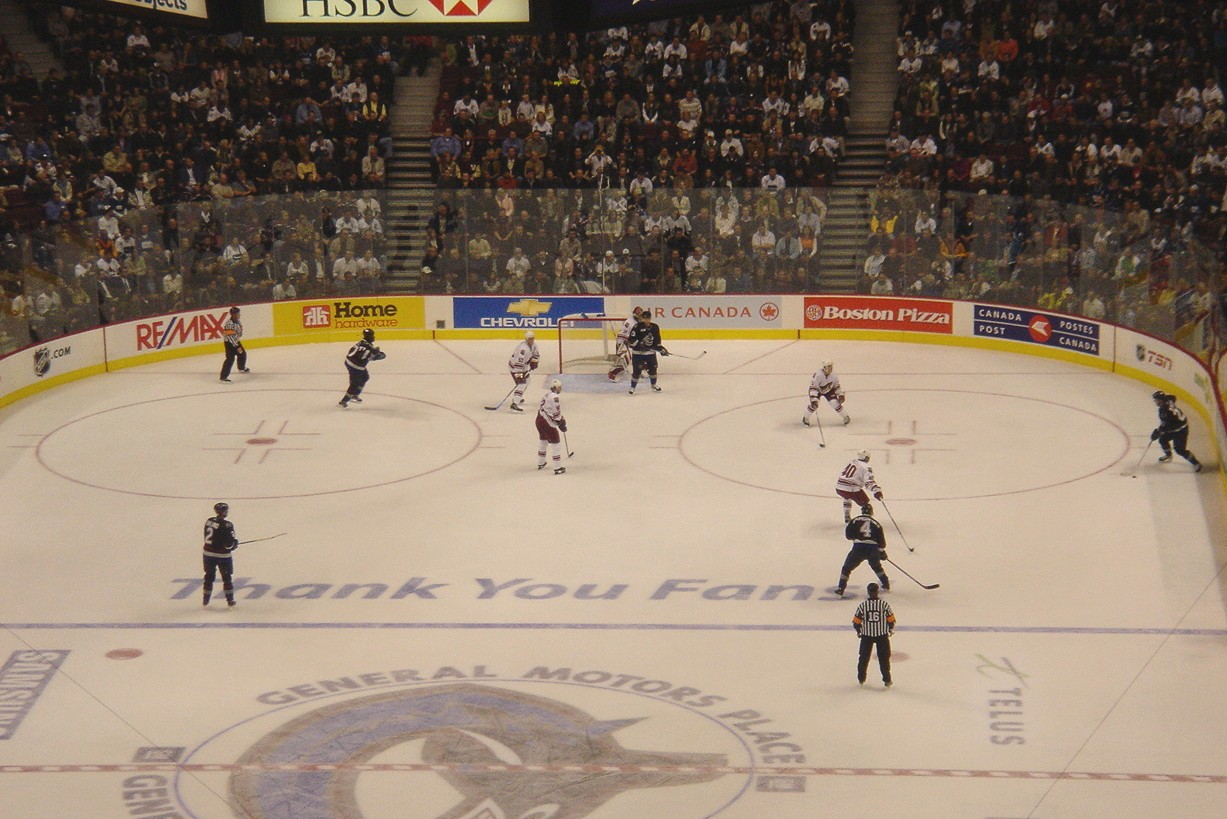
«Ванкувер Канакс»

## Відомі гравці
- Білл Йогансен (1957–1958)
- Джон Арбур (1969–1971)
- Джонні Бавер (1954–1955)
- Боббі Шмауц (1971–1981 з перервами)
- Кріс Оддлейфсон (1972–1981)
- Дейв Данн (1973–1975)
- Джон Грісдейл (1974–1979)
- Дейв Фортьє (1976–1977)
- Клер Александер (1977–78)
- Гері Лупул (1979–1986)
- Джеррі Батлер (1979–1982)
- Їржі Бубла (1981–1986)
- Патрік Сундстрем (1982–1987)
- Тревор Лінден (1988–1998, 2001–2008)
- Ігор Ларіонов (1989–1992)
- Юркі Лумме (1990–1998)
- Павло Буре (1991–1998)
- Еса Тікканен (1995–1997)
- Маркус Неслунд (1996–2008)
- Марк Мессьє (1997–2000)
- Дейв Скетчард (1998–2000)
- Герольд Друкен (1999–2003)
- Даніель Седін (2000–2018)
- Самі Сало (2002–2012)
- Генрік Седін (2000–2018)

## Головні тренери
- Орланд Куртенбах (1976–1978)